# Gistrup
Gistrup és una localitat situada al municipi d'Aalborg, a la regió de Jutlàndia Septentrional (Dinamarca), amb una població estimada a principis de 2018 d'uns 3.478 habitants.
Està situada al nord-est de la península de Jutlàndia, al costat de la costa del Limfjord i el Kattegat (mar Bàltica).